# يزد أباد (أصفهان)
يزد أباد هي قرية في مقاطعة أصفهان، إيران. يقدر عدد سكانها بـ 8 نسمة بحسب إحصاء 2016.